# Jurema (bebida)
La Jurema es una bebida muy popular en Brasil elaborada con la raíz del árbol del mismo nombre denominado Jurema. Los mayordomos, los sacerdotes tupis, elaboraban la bebida de jurema-blanca, que tenía propiedades afrodisíacas.
Era considerada bebida sagrada, servida en reuniones muy especiales. De las raíces y de las raspaduras realizadas a las ramas, los hechiceros babalorixás pernambucanos, los maestres del catimbó, los país-de-terreiro de los candomblé de caboclo en Bahia hacen uso abundante. Hasta el siglo XIX beber jurema era sinónimo de hechicería o práctica de magia, e hizo que muchos indios y caboclos fueran presos acusados de practicar o "Adjunto da jurema". 